# André Lewin
Pour les articles homonymes, voir Lewin.
André Lewin (né le 26 janvier 1934 à Francfort-sur-le-Main et mort le 18 octobre 2012 dans le 5e arrondissement de Paris) est un diplomate français,

## Biographie

### Jeunesse et études
André Lewin est élève au lycée Gay-Lussac à Limoges. Il effectue ses études supérieures à l'Institut d'études politiques de Paris. Il est titulaire d'une licence de droit obtenue à l'université de Paris. Admis à l'École nationale d'administration, il en sort en 1961. 
Il fut le compagnon de l’écrivaine et philosophe Catherine Clément.

### Parcours professionnel
En 1967-1968, il est conseiller technique au cabinet d'André Bettencourt, en tant que secrétaire des Affaires étrangères. Il est le porte-parole du Secrétaire général des Nations unies Kurt Waldheim de 1972 à 1975. Il est ensuite ambassadeur de France en Guinée (1975-1979), en Inde (1987-1991), en Autriche (1991-1996) puis au Sénégal et en Gambie (1996-1999).

### Parcours professoral
André Lewin enseigne à l'IEP de Paris et à l'ENA.

## Décorations
- Officier de la Légion d'honneur (1994)
- Commandeur de l'ordre national du Mérite (1998)[4]

## Publications
- La Guinée, PUF, coll. « Que sais-je ? », 1984
- La France et l'ONU (1945-1995) avec Alain Juppé, éd. Arlea, coll. « Panoramiques », 1995
- L'ONU, pour quoi faire ?, coll. « Découvertes Gallimard / Histoire » (no 251), Gallimard, 2006 (Nouvelle édition, première parution en 1995).
- L'Inde des Indiens avec Catherine Clément, L. Levi, coll. « L'Autre guide », 2006
- Ahmed Sékou Touré (1922-1984), L'Harmattan, 2009